# Psychotria speciosa
Psychotria speciosa är en måreväxtart som beskrevs av Johann Georg Adam Forster. Psychotria speciosa ingår i släktet Psychotria och familjen måreväxter. Inga underarter finns listade i Catalogue of Life.